# Joachim Adam von Voß
Joachim Adam von Voß (* um 1710–1712, † 1772) war ein königlich-preußischer Oberst und Chef des Grenadier-Bataillons Nr. 2.
Sein Vater war Joachim Leopold von Voß († 19. Mai 1734) Erbherr auf Germenschlage (Germerslage) in der Altmark.
Er trat 1732 (oder schon im September 1728) in preußische Dienste. Im Regiment Nr. 13 (Dönhoff)
war er noch 1740 Gefreitenkorporal. In der Schlacht bei Hohenfriedberg am 4. Juni 1745 war er bereits Premier-Lieutenant. Nach 1750 wurde er Hauptmann und 1758 Major. Am 25. Mai 1765 übernahm er
das Kommando des Grenadier-Regiments Nr. 2 (Ingersleben) in Magdeburg. Im August 1767 wurde er Oberstleutnant und im Mai 1771 Oberst. Im gleichen Jahr wurde er mit einer Pension entlassen. Er starb aber bereits im Alter von „60“ Jahren am 22. Oktober 1772 in Magdeburg am Schlagfluss und wurde am 28. Oktober 1772 im „Begräbnißgewölbe der Herrn von Voß“ der Kirche St. Nicolai in Berge beigesetzt.
Er hat mit dem Regiment Nr. 37 (Braun)  am Ersten und Zweiten Schlesischen Krieg sowie am Siebenjährigen Krieg teilgenommen.
Zusammen mit seinem Bruder besaß er ferner das Gut Germerslage, heute ein Ortsteil von Iden (Altmark).
Er heiratete um 1766 Johanna Elisabetha Louisa (Johanne Ludovika) von Gebhard, Witwe des preußischen Obersten und Besitzers des Gutes Grimme in Anhalt Georg Dietrich von Bredow. Seine Frau war am 6. Juli 1727 in Bernburg (Saale) als letztes von acht Kindern des Conrectors in Bernburg Johannes Gebhardt und der Margaretha Jacobe Lange geboren worden und starb am 24. Oktober 1801 in Wagenitz im Havelland. 1753 war sie auf Betreiben des von Bredow geadelt worden, um eine Heirat unter Standesgleichen zu ermöglichen. Aus ihrer zweiten Ehe gingen dann zwei Söhne, der spätere preußische Hauptmann Friedrich Johann Nicolaus von Voß (getauft am 12. Juni 1767, † im Januar 1806) und der spätere preußische Leutnant Otto Heinrich von Voß († 29. Oktober 1832 in Berlin), sowie eine Tochter († nach 1772) hervor.